# 廷吉里里卡火山
廷吉里里卡火山（西班牙語：Volcán Tinguiririca）是智利的火山，位於該國中部奧伊金斯將軍解放者大區，屬於安第斯山脈的一部分，毗鄰與阿根廷接壤的邊境，山體在更新世中期形成，海拔高度4,280米，最近一次火山噴發在1917年發生。
34°48′49″S 70°21′07″W / 34.81361°S 70.35194°W